# Art Rooney Sportsmanship Award
L'Art Rooney Sportsmanship Award viene assegnato ogni anno dalla National Football League (NFL) in riconoscimento dell'eccezionale sportività sul campo di gioco. Istituito a partire dalla stagione 2014, il premio prende il nome da Art Rooney, fondatore e proprietario dei Pittsburgh Steelers e membro della Pro Football Hall of Fame.
Il premio viene assegnato al giocatore della NFL che ha dimostrato sul campo qualità di grande sportività, fair play, rispetto per gli avversari e integrità nella competizione.

## Selezione
Ognuna delle 32 squadre della NFL nomina un proprio giocatore durante la stagione quindi una giuria composta da ex giocatori della NFL, nel 2023 formata da Warrick Dunn, Curtis Martin Leonard Wheeler e Larry Fitzgerald, seleziona tra i 32 candidati otto finalisti, quattro di squadre dell'American Football Conference (AFC) e quattro della National Football Conference (NFC).
Questi otto giocatori sono quindi votati da tutti i giocatori della NFL, con la limitazione di non poter votare per il candidato della propria squadra, per determinare il vincitore che riceverà il trofeo e 25.000 dollari da donare ad un'iniziativa benefica di sua scelta.
Il premio viene assegnato durante la cerimonia NFL Honors che si tiene nei giorni precedenti il Super Bowl.

## Albo d'oro

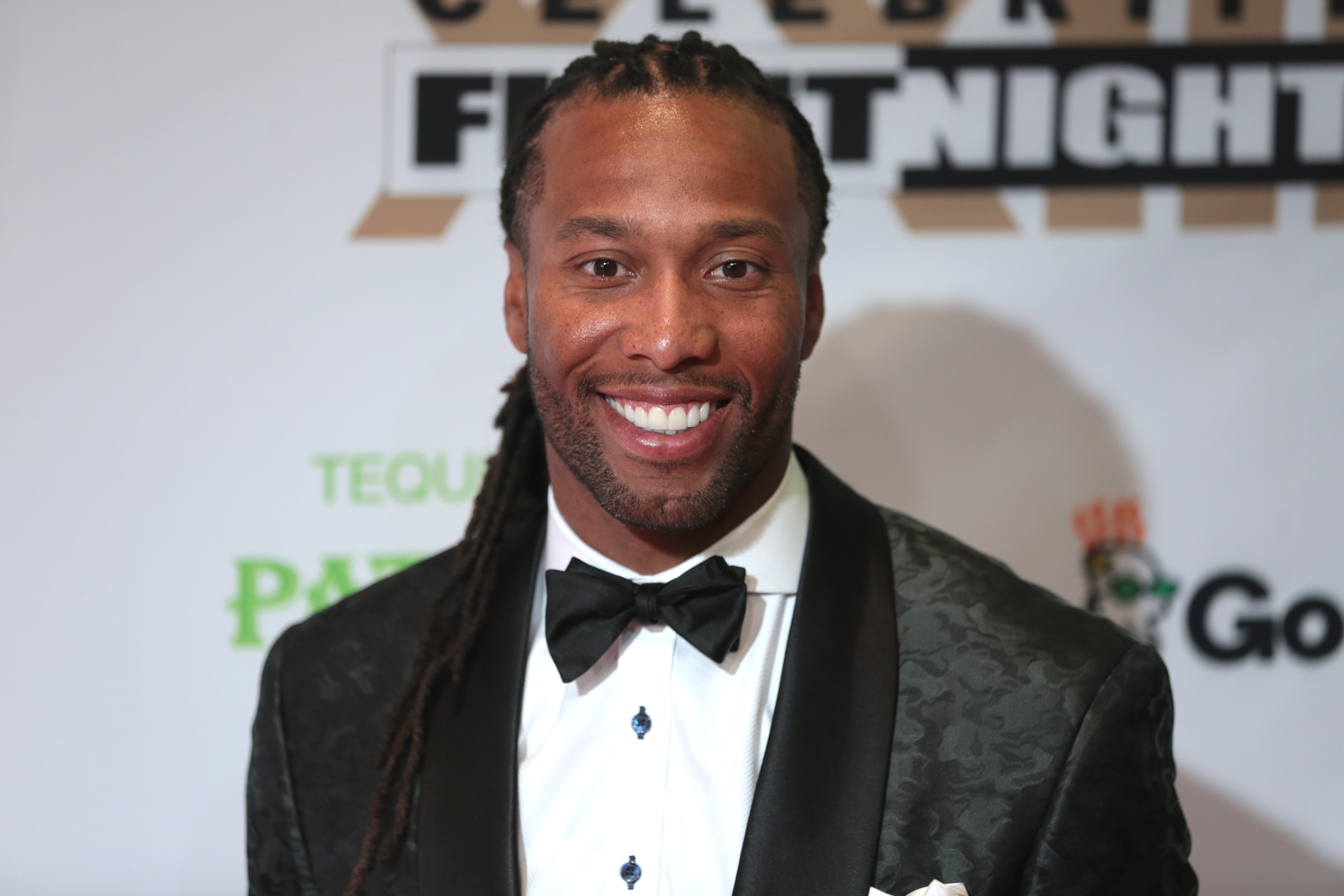
Larry Fitzgerald primo vincitore del premio per la stagione 2014

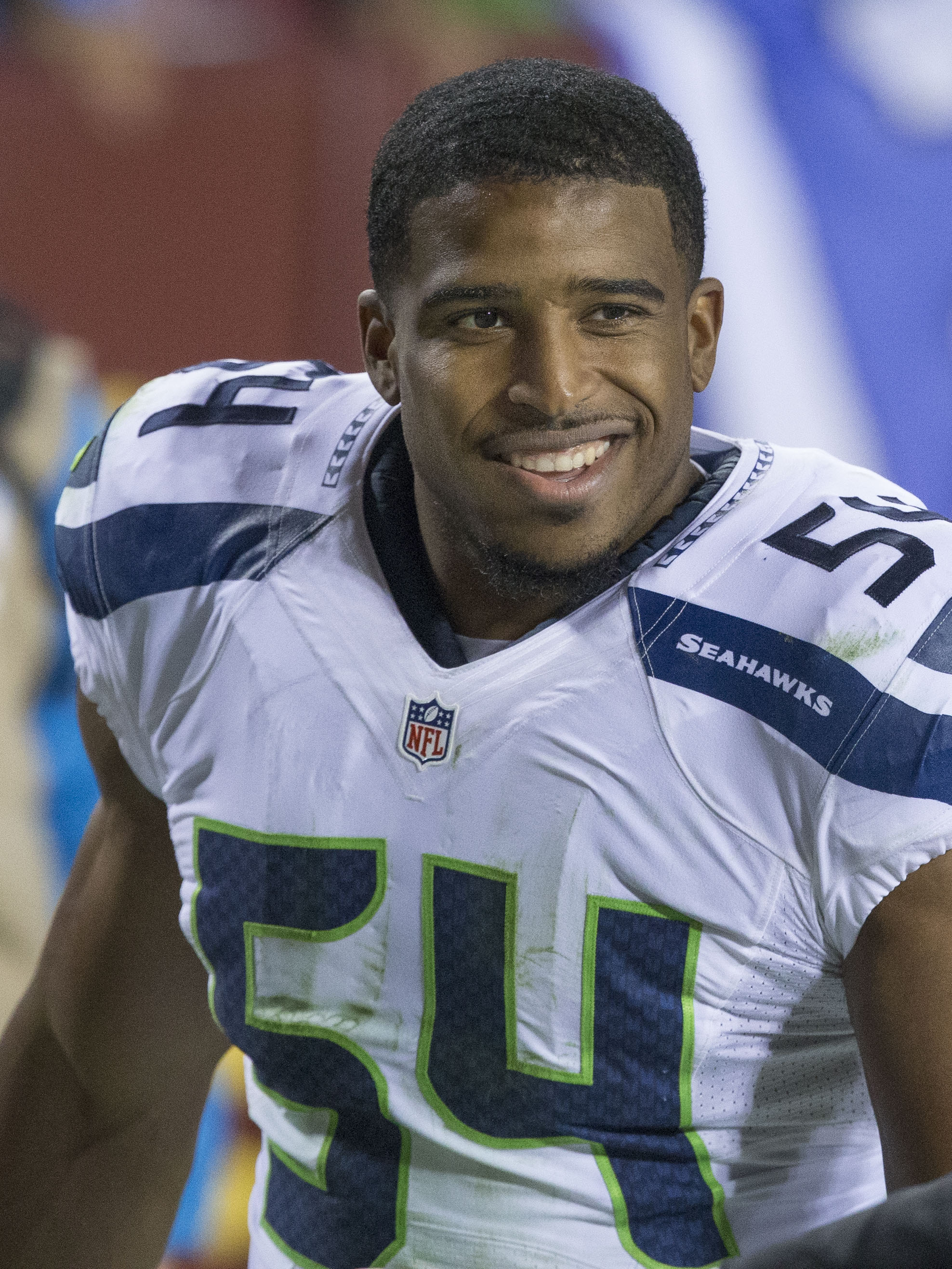
Bobby Wagner vincitore per la stagione 2023

| Stagione | Giocatore         | Ruolo          | Squadra              | Conference | Note   |
| -------- | ----------------- | -------------- | -------------------- | ---------- | ------ |
| 2014     | Larry Fitzgerald  | Wide receiver  | Arizona Cardinals    | NFC        | [ 6 ]  |
| 2015     | Charles Woodson   | Safety         | Oakland Raiders      | AFC        | [ 7 ]  |
| 2016     | Frank Gore        | Running back   | Indianapolis Colts   | AFC        | [ 8 ]  |
| 2017     | Luke Kuechly      | Linebacker     | Carolina Panthers    | NFC        | [ 9 ]  |
| 2018     | Drew Brees        | Quarterback    | New Orleans Saints   | NFC        | [ 10 ] |
| 2019     | Adrian Peterson   | Running back   | Washington Redskins  | NFC        | [ 11 ] |
| 2020     | Teddy Bridgewater | Quarterback    | Carolina Panthers    | NFC        | [ 12 ] |
| 2021     | Matthew Slater    | Special teamer | New England Patriots | AFC        | [ 13 ] |
| 2022     | Calais Campbell   | Defensive end  | Baltimore Ravens     | AFC        | [ 14 ] |
| 2023     | Bobby Wagner      | Linebacker     | Seattle Seahawks     | NFC        | [ 15 ] |
| 2024     | Josh Allen        | Quarterback    | Buffalo Bills        | AFC        | [ 16 ] |